# Video 8

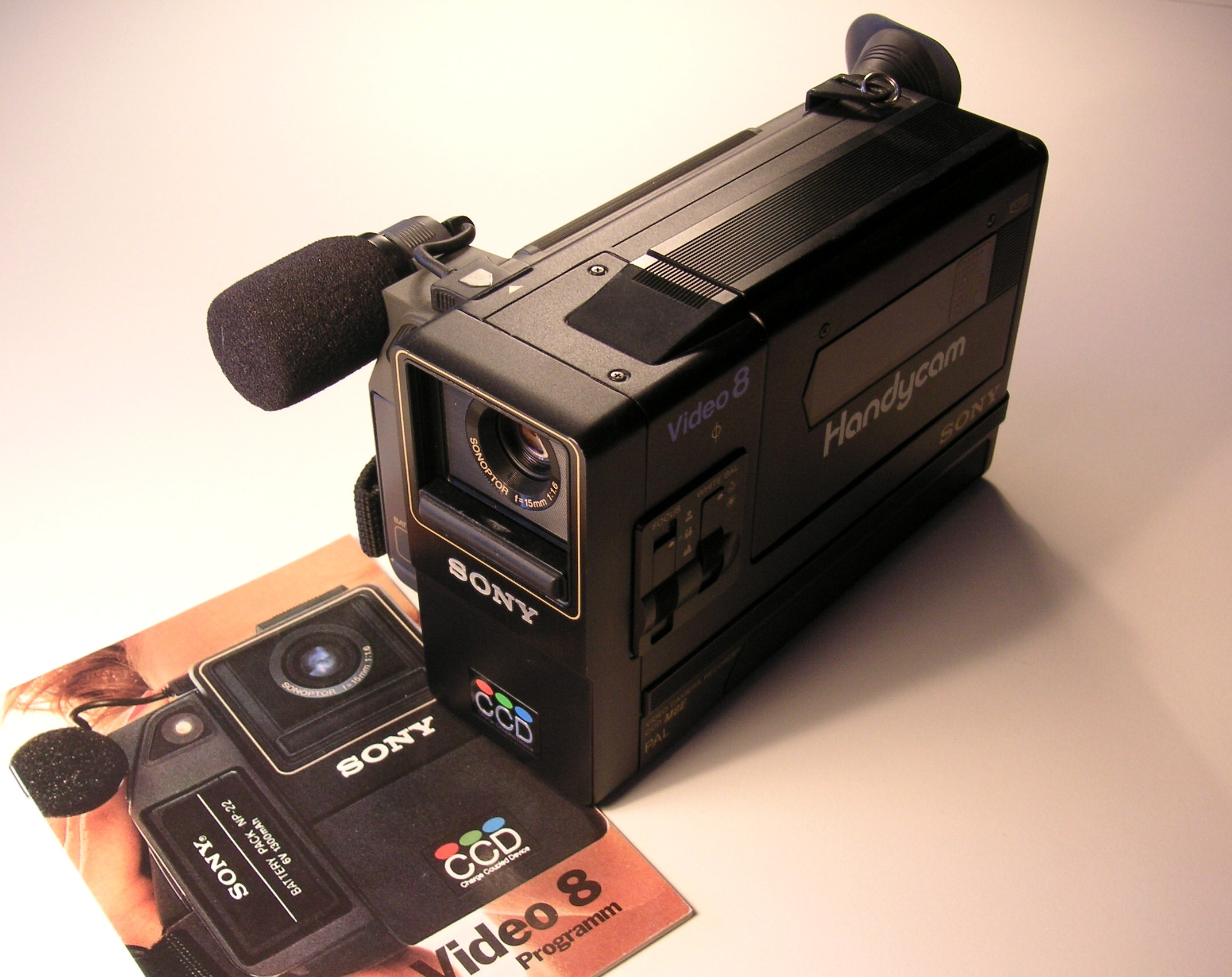
Sony CCD-M8E "Handycam" från 1985.

Video 8 (Video8) är ett analogt videoformat som lanserades våren 1985 av Sony. Som bild- och ljudbärare användes ett 8 millimeter brett magnetband, därav namnet. Efterföljare var Hi8 (1989) och Digital8 (1999), inget av dessa system finns idag kvar på marknaden.

## Bakgrund
När Video 8 lanserades 1985 fanns tre olika videosystem för amatörbruk på marknaden: VHS, Betamax och Video2000. Video 8 skulle bringa ordning i systemblandningen och enligt tillverkaren Sony på sikt ersätta samtliga befintliga videosystem. Enligt Sony hade 127 producenter av foto- film- och videoprodukter kommit överens om att framöver tillverka all utrustning för system Video 8.

## Teknik

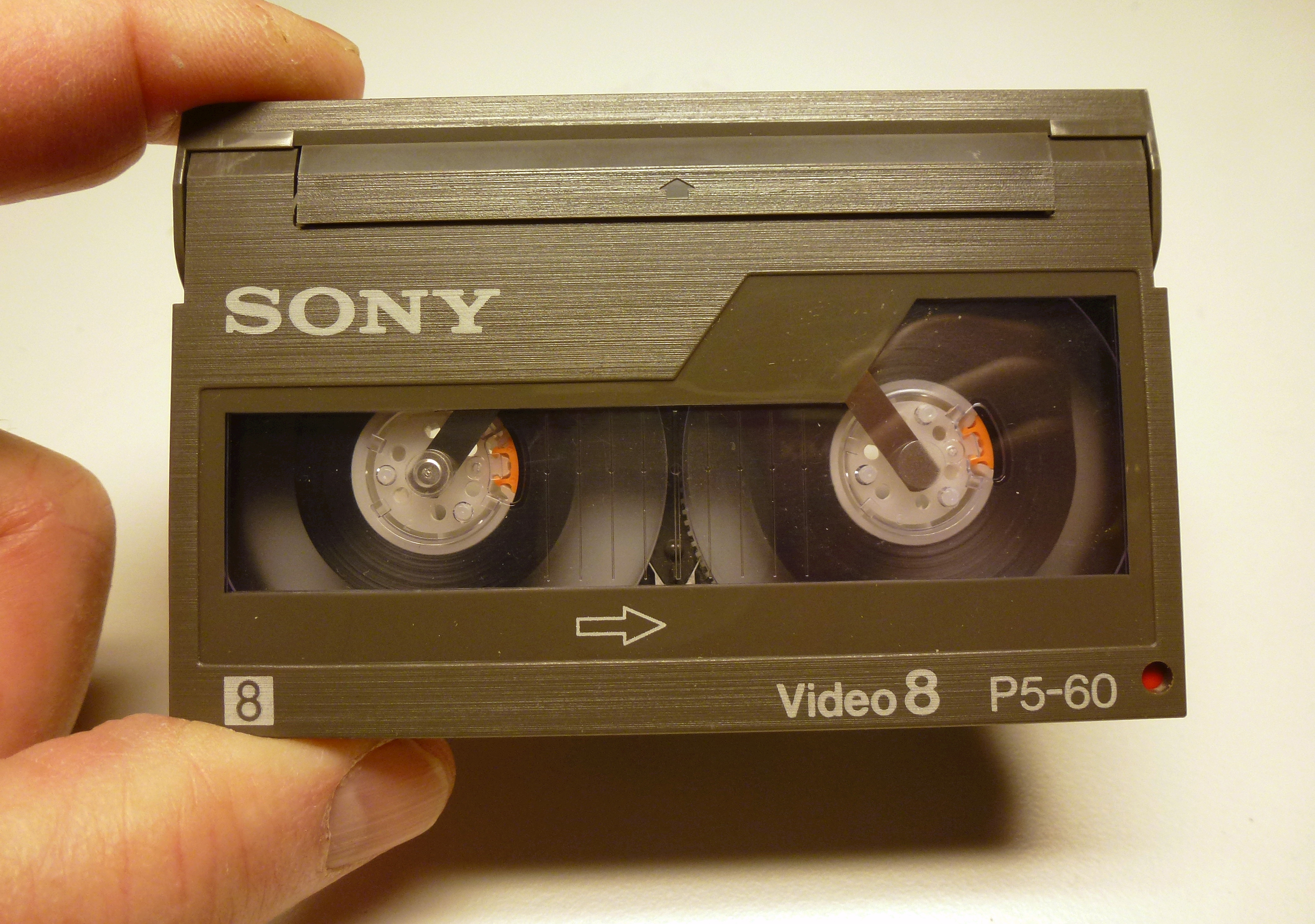
Video 8 kassett "P5 60".

Video 8-kassetterna var mindre än vanliga musikkassetter, men något tjockare och det lilla formatet tillät konstruktionen av mycket kompakta och lätta videokameror. Sonys minsta videokamera (kallad "Handycam") vägde mindre än ett kilogram och var inte större än 11 x 17 x 9 centimeter (h x l x b). För att hålla ner vikt och storlek hade kameran optisk sökare och inspelningen kunde bara ses på en separat videobandspelare. Som konkurrent till detta kompakta format fanns VHS-C (C = kompakt) som erbjöds av bland andra JVC.
Video 8-systemet använde den så kallade u-laddningen där bandet automatiskt dras runt videotrumman. Den laddningsmetoden härstammade från Sonys Betamax och garanterade exakt och skonsam hantering av band och videohuvudet. I huvudtrumman fanns även audiohuvudena monterade det gav mycket gott ljud av Hi-fi-kvalité med frekvensområdet 20–15 000 Hz. Till Video 8 tekniken hörde även störningsfria klipp mellan inspelningsscenerna.
Videokassetterna fanns med ½, 1 och 1½ timmes speltid. Inspelning kunde göras med SP (standard play) alternativt LP (long play). I det senare fallet erhölls max 3 timmars speltid. Sony erbjöd ett rikt utbud av kameror, stationära och portabla videobandspelare och tillbehör. När Video 8 lanserades fanns även färdiginspelade kassetter med biograffilmer som dock inte kunde konkurrera med de etablerade VHS-filmerna. Större betydelse fick Video 8-systemet inom amatörfilmning med videokamera.

## Bilder

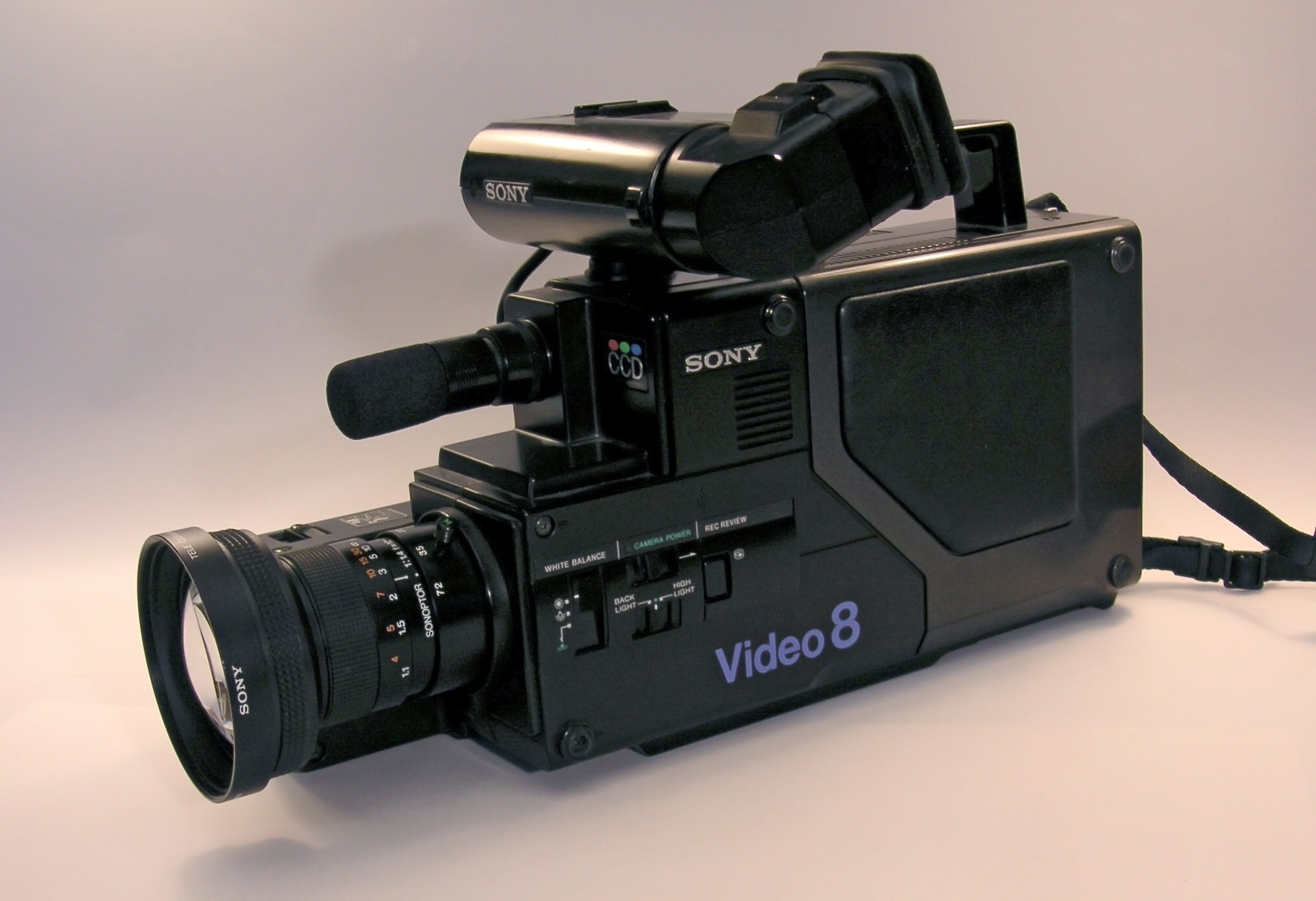
Video 8 kamera CCD-V8AF
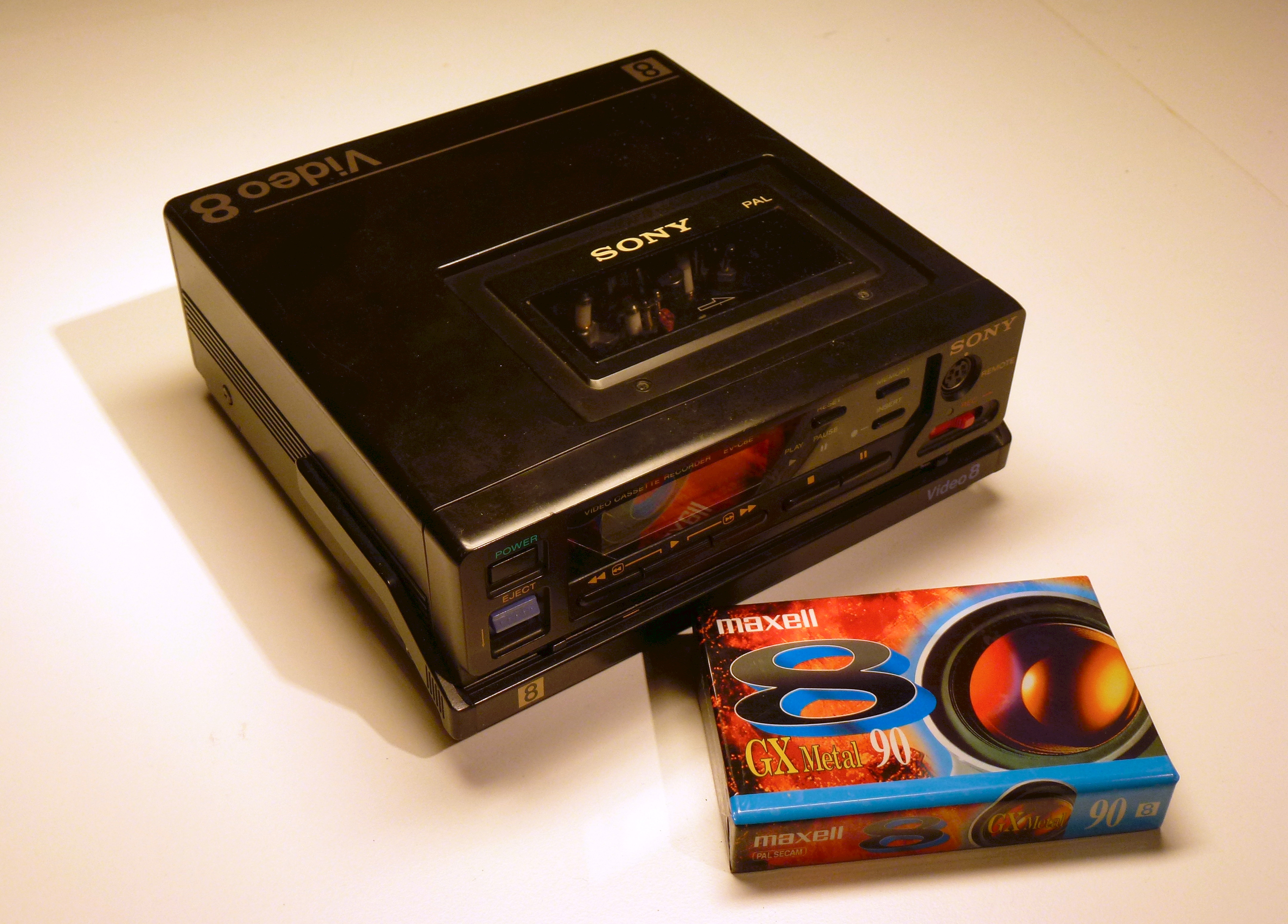
Portabel videodäck M8
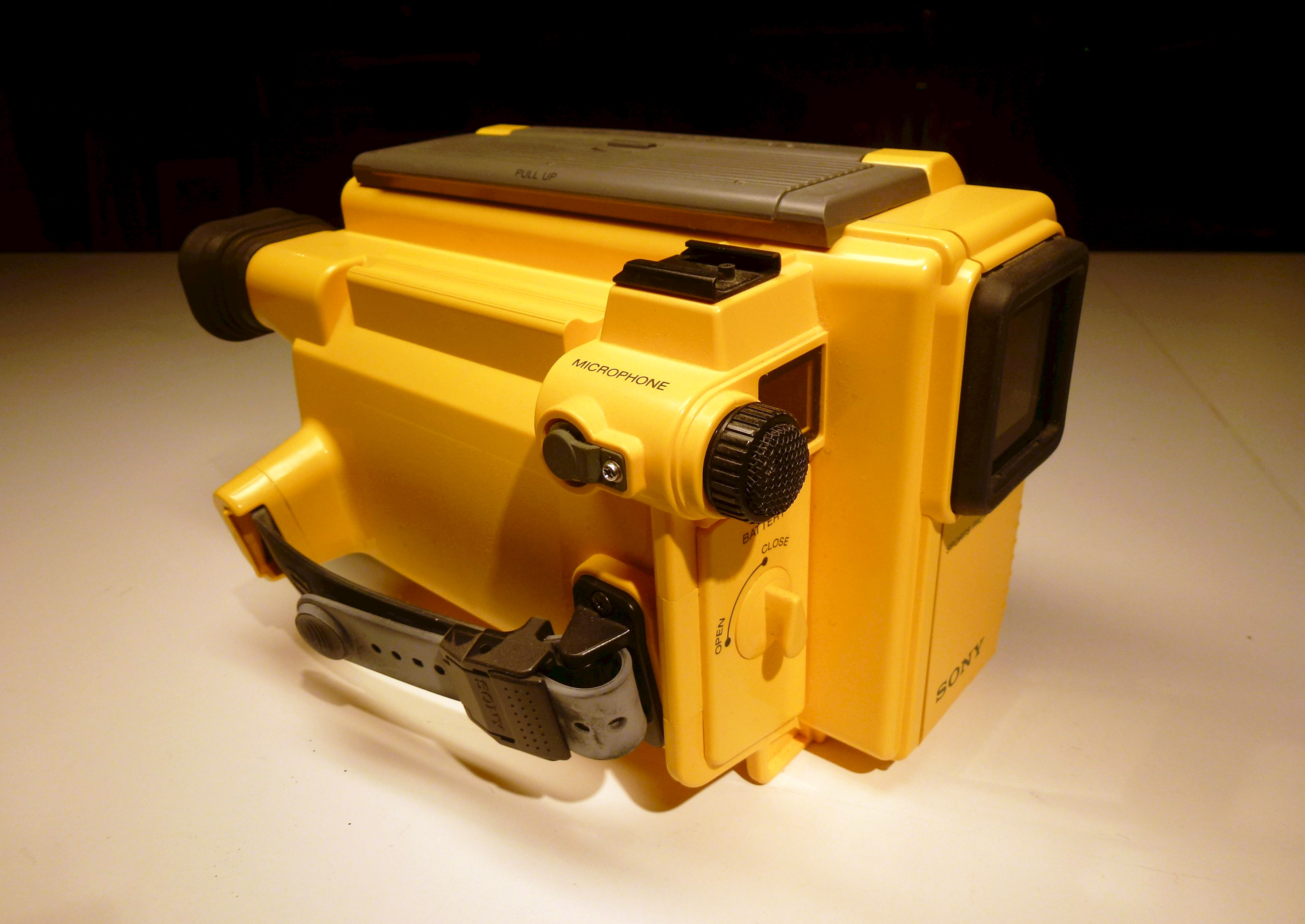
Undervattenshus
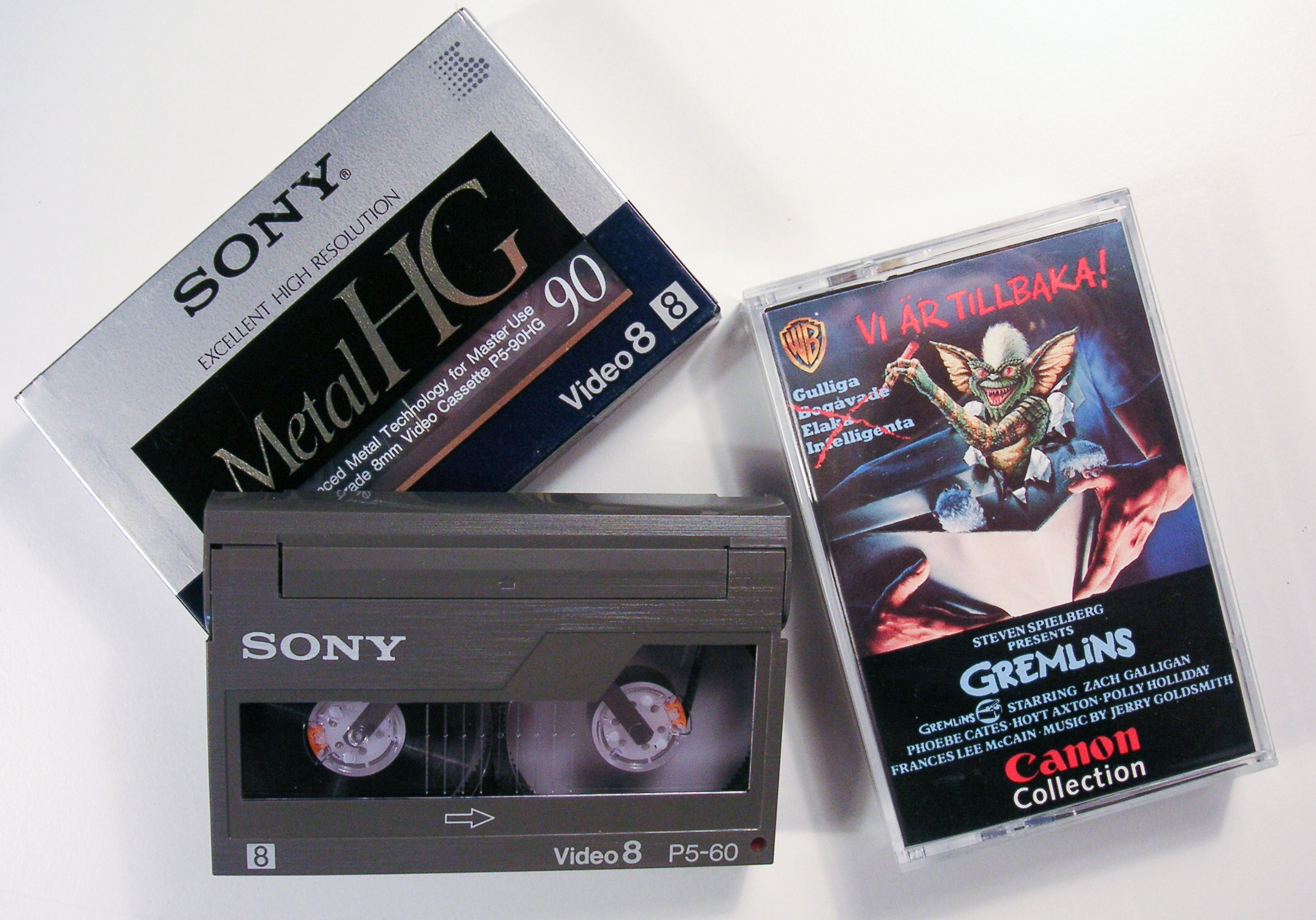
Video 8-band och biograffilm

### Fotnoter
1. ↑  ”Video 8 (1985 – 2000s)” (på engelska). Museum of Obselete Media. 13 mars 1985. http://www.obsoletemedia.org/video8/. Läst 27 juni 2015.